# Viktorija Jermoljeva
Viktorija Jermoljeva (ukrajinsky Вікторія Єрмольєва, * 2. listopadu 1978 Kyjev) je ukrajinská pianistka. Zpočátku hrála pouze klasickou hudbu a vyhrála i několik mezinárodních soutěží, ale později se stala slavnou díky svému YouTube kanálu pod přezdívkou „vkgoeswild“. Na svém kanálu má převážně videa slavných rockových písní, které sama přetransformovala pro piáno. Tato videa už viděli miliony lidí. Díky tomuto úspěchu postupně přešla z hraní klasické hudby na rock.